# Geely Jiaji

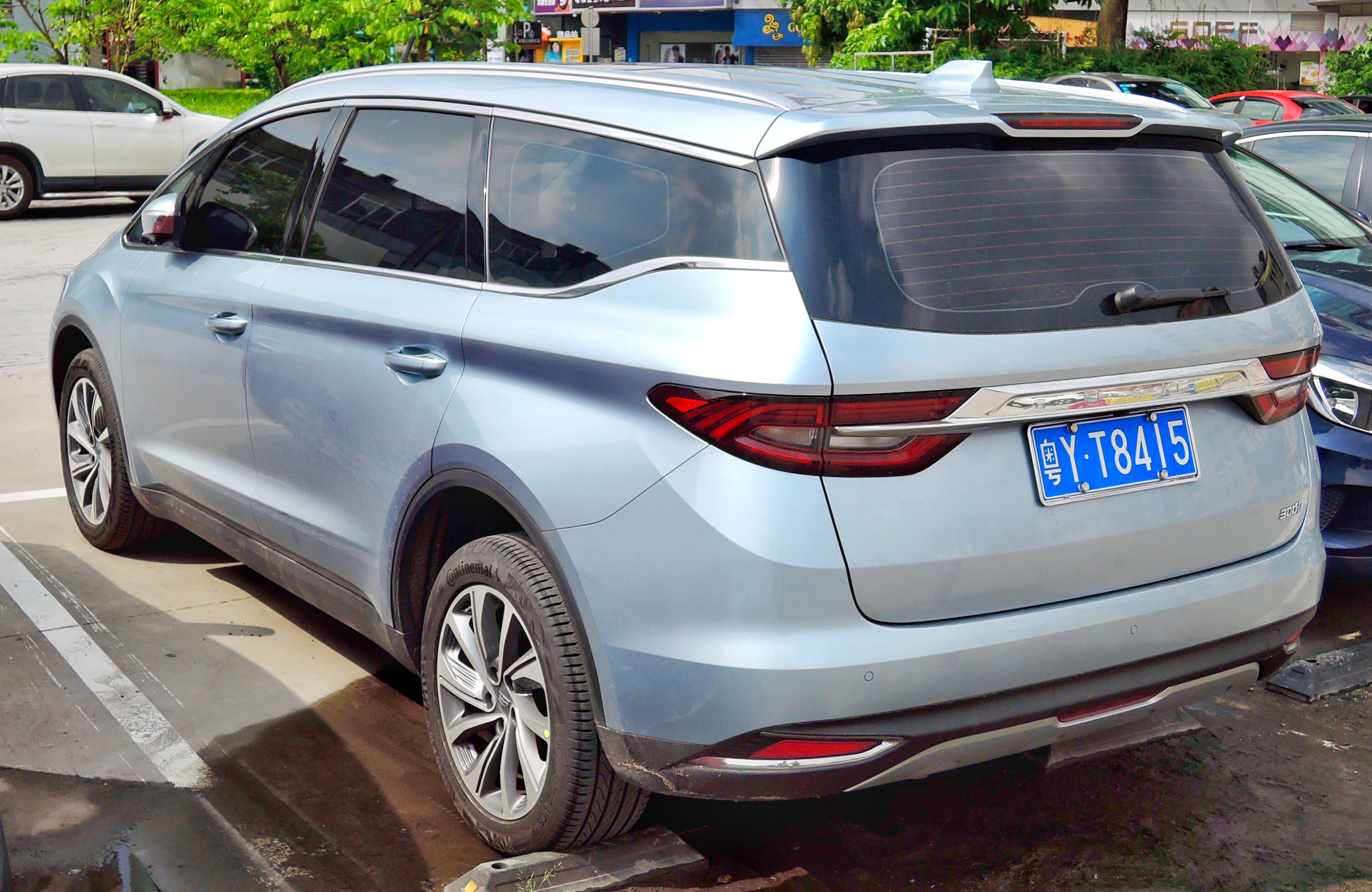
Вид сзади

Geely Jiaji (кит. 吉利嘉际) — компактвэн, выпускаемый компанией Geely Automobile с 11 марта 2019 года.

## Описание
Автомобиль Geely Jiaji является первым минивэном компании Geely. Он базируется на платформе CV, на которой также выпускается Volvo XC40. За март 2019 года было продано 3000 экземпляров Jiaji.
На китайском рынке автомобиль продавался с 1,5-литровым двигателем с подключаемым модулем или с 1,8-литровым двигателем с турбонаддувом мощностью 183 л. с. и крутящим моментом 300 Н·м. Также автомобиль выпускается в Малайзии компанией Proton наряду с Proton X50 и Proton X70.
В сентябре 2021 года автомобиль прошёл рестайлинг радиаторной решётки и получил название Platinum Edition. С 2022 года также выпускается удлинённый вариант под названием Jiaji L. В Россию официально не поставляется.
Также существует электромобиль Maple 80V EV.

## Галерея

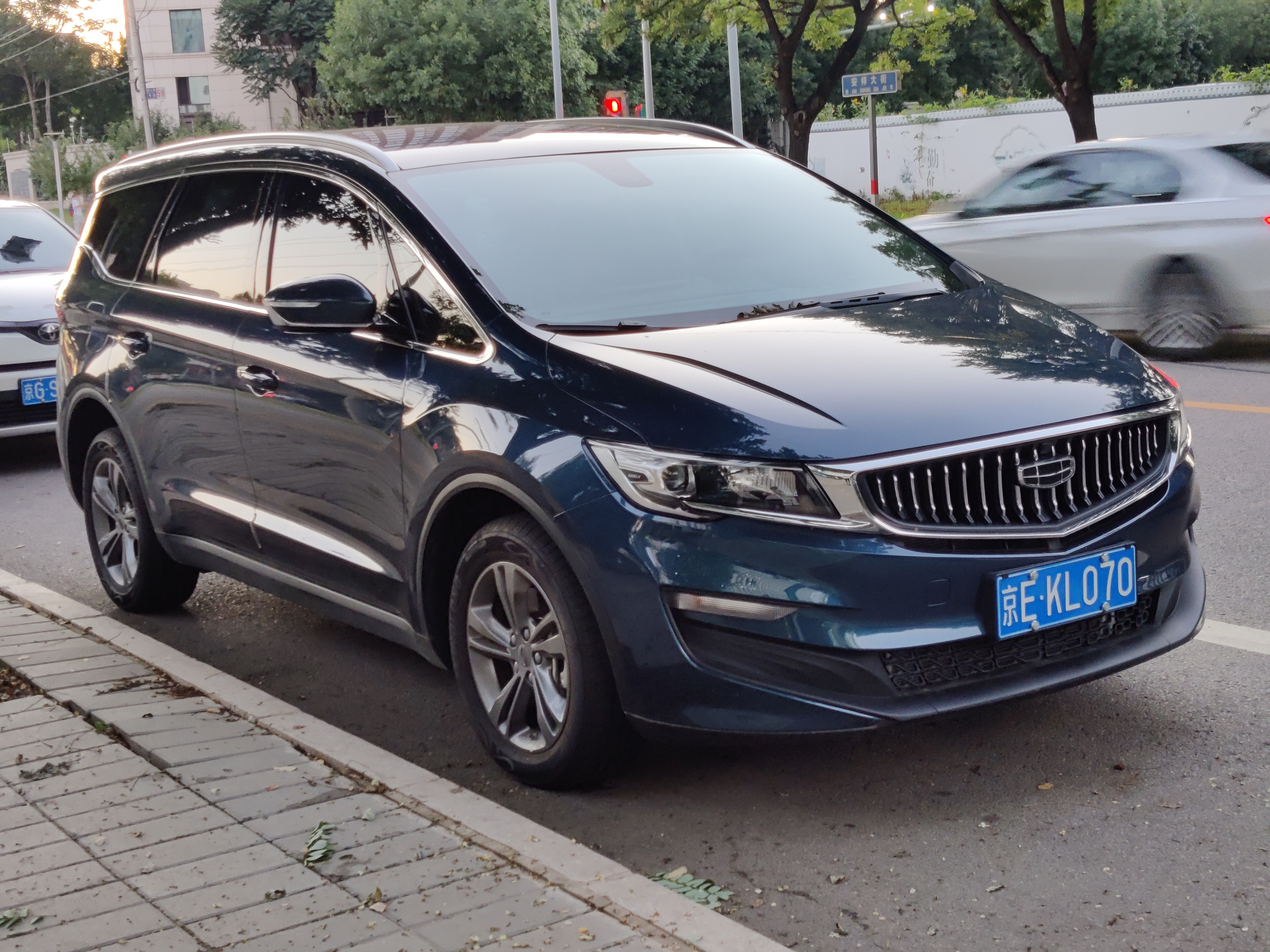
Geely Jiaji Platinum Edition
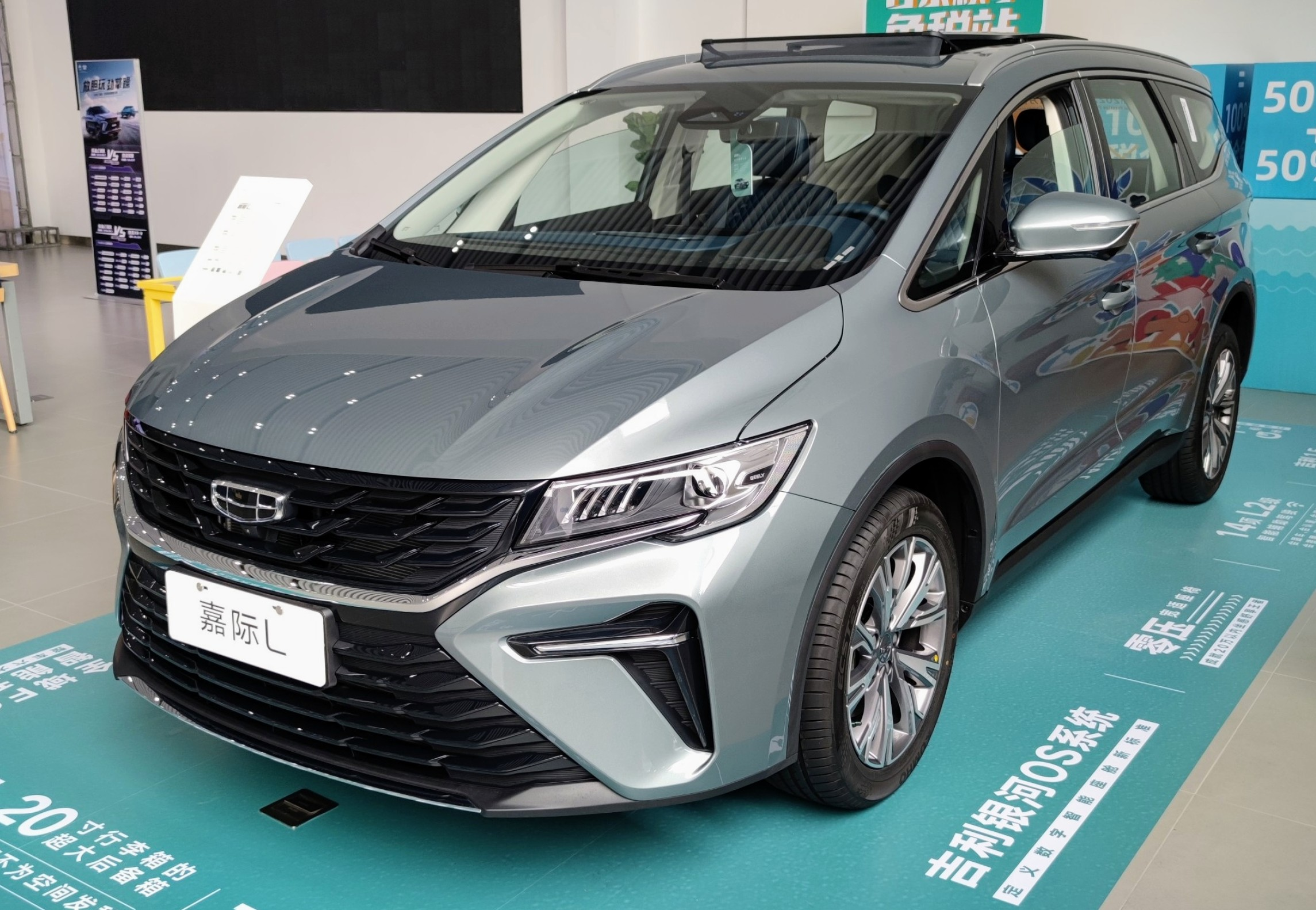
Geely Jiaji L
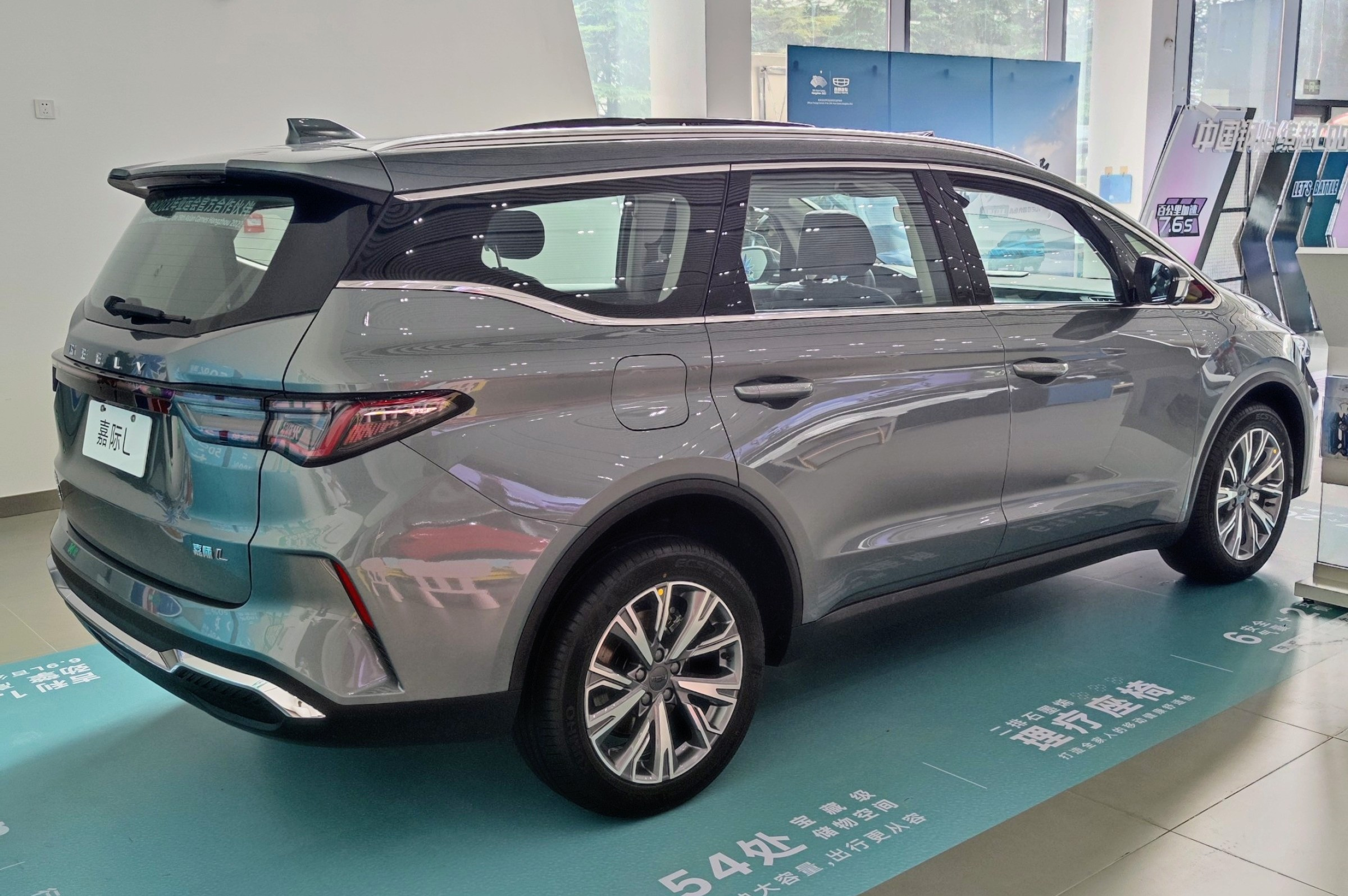
Geely Jiaji L
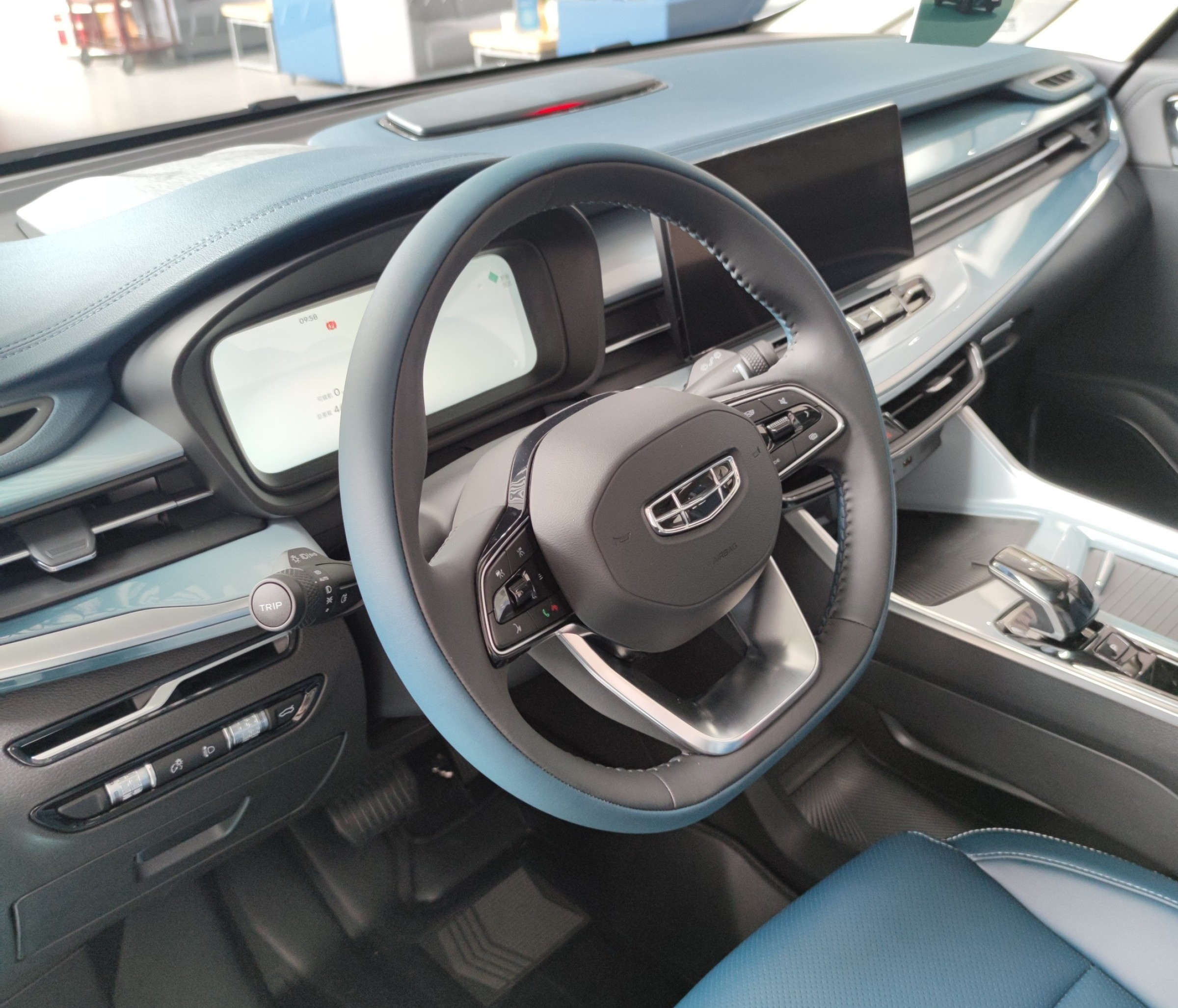
Место водителя
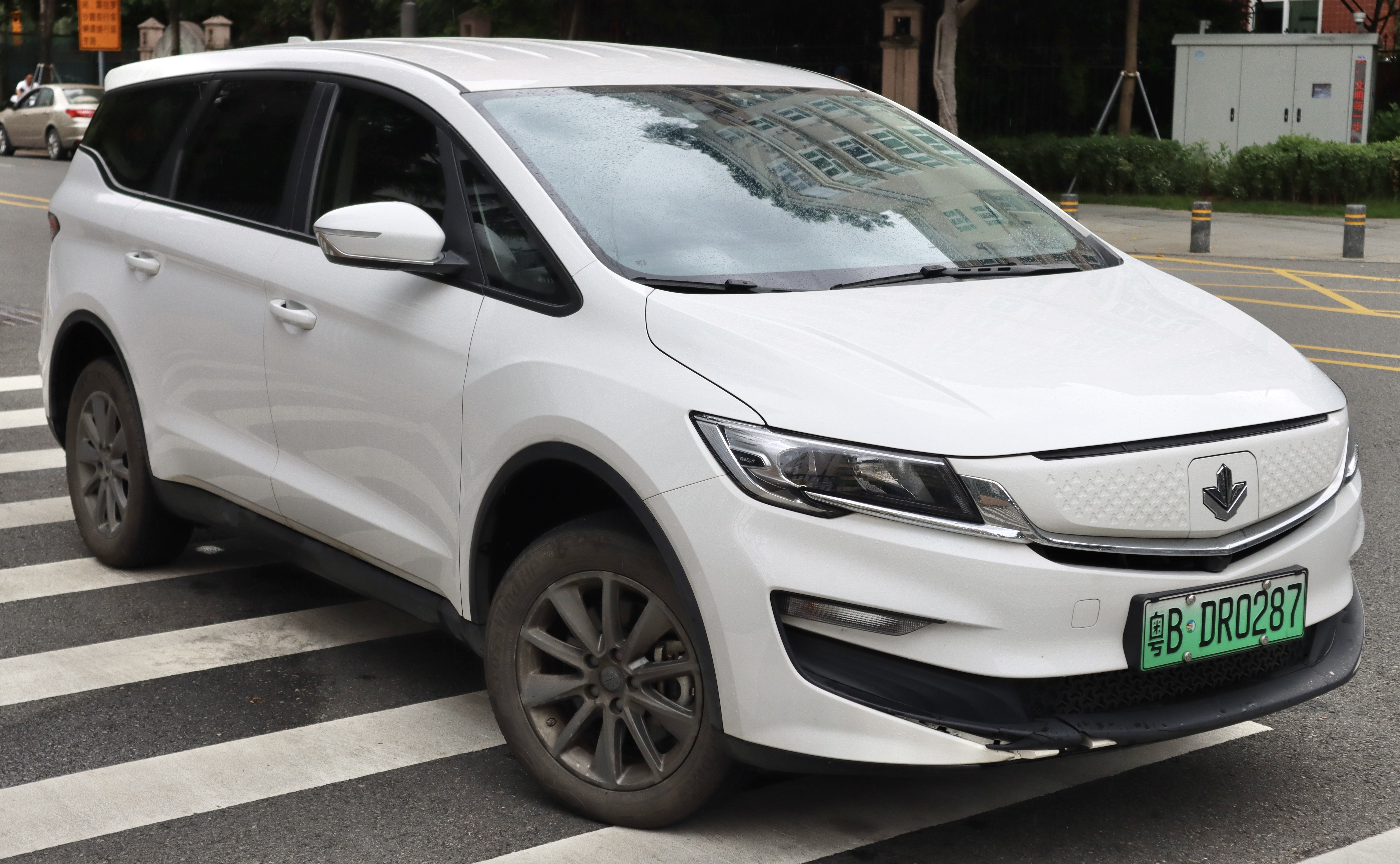
Maple 80V

## Livan 8
Livan 8, созданный на базе Geely Jiaji L, является первой глобальной моделью Livan. Представленный в 2024 году в Гуанчжоу, Livan 8 является полностью электрическим семиместным минивэном. Ёмкость аккумулятора варьируется от 50,4 до 64,7 кВт·ч с запасом хода от 407 до 515 км.

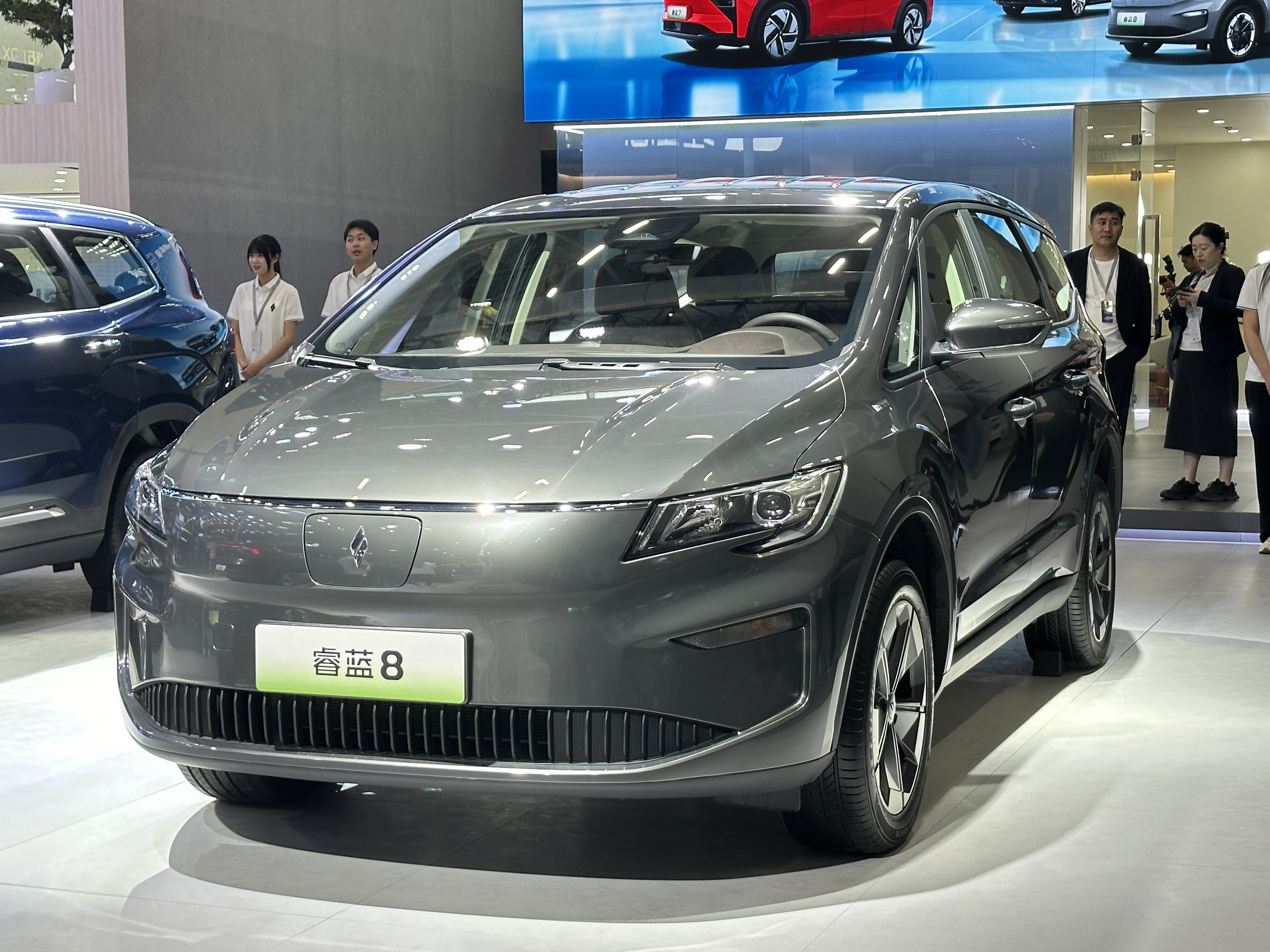
Вид спереди
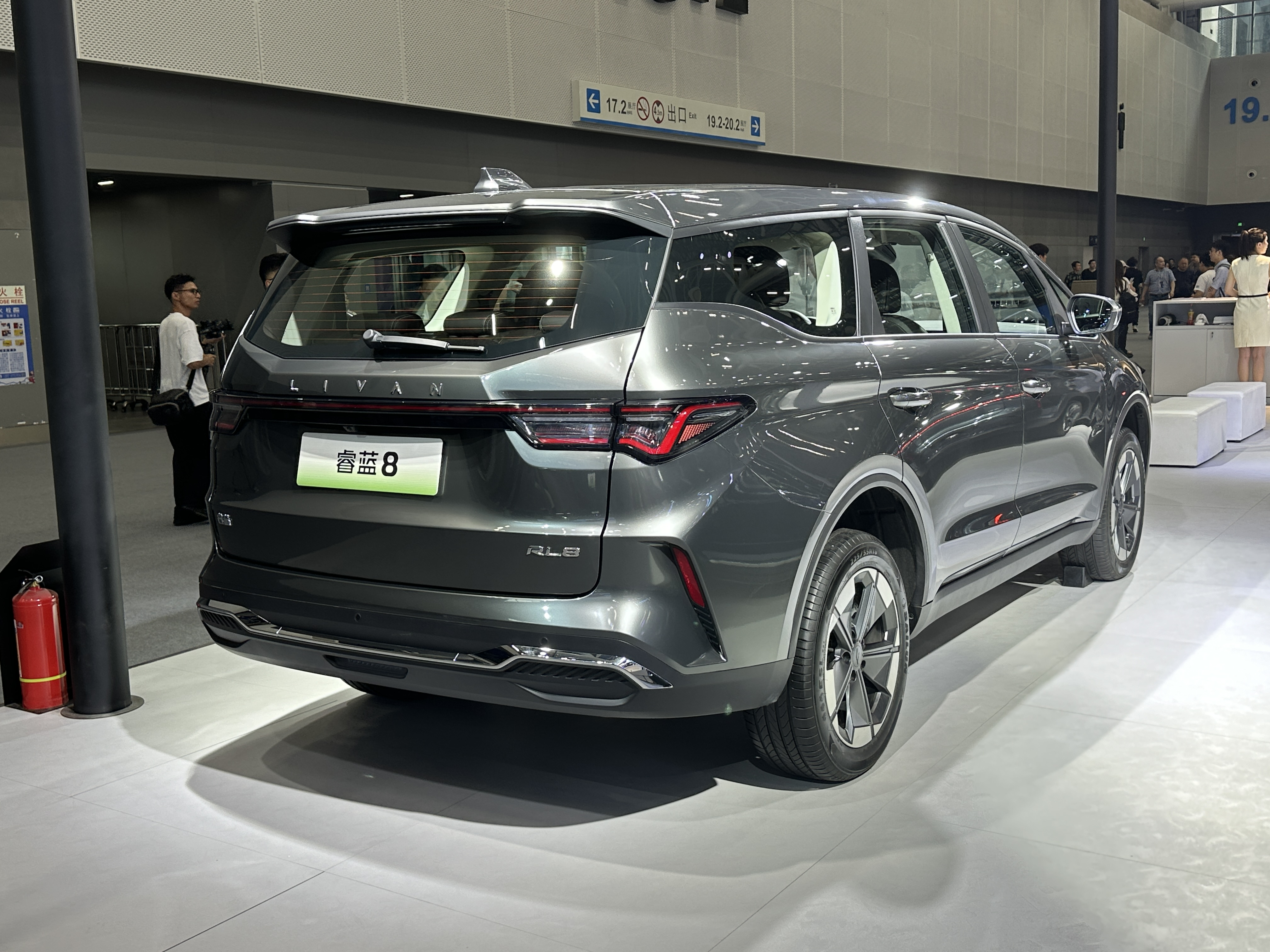
Вид сзади

### Мировые рынки

#### Индонезия
Livan 8 продаётся в Индонезии под брендом Aletra. Название — Aletra L8.

## Продажи
| Год  | Китай |
| ---- | ----- |
| 2019 | 32961 |
| 2020 | 28772 |